# مانده، مالی
مانده (به لاتین: Mandé) یک منطقهٔ مسکونی در مالی است که در استان کولیکورو واقع شده‌است.
 مانده ۷۳۰ کیلومتر مربع مساحت و ۵۹٬۳۵۲ نفر جمعیت دارد.